# 놀이치료
놀이치료(play therapy) 또는 놀이심리상담은 놀이를 통해 아동이 가지고 있는 발달 및 심리적인 문제를 해결해가는 심리상담이다. 놀이치료는 임상경험이 있는 놀이치료사가 아동의 심리적·정서적 발달을 촉진하기 위해서 심리학적 이론을 바탕으로 놀이를 통해서 의사소통하고 공감함으로써 긍정적 성장과 발달을 위해서 놀이의 치료적 힘을 이용하는 이론적 모델체계이다. 한국놀이치료학회에서는 "놀이치료란 놀이를 통해서 아동이 가지고 있는 발달 및 심리적 문제를 해결하는 심리치료"라고 정의하고 있다.

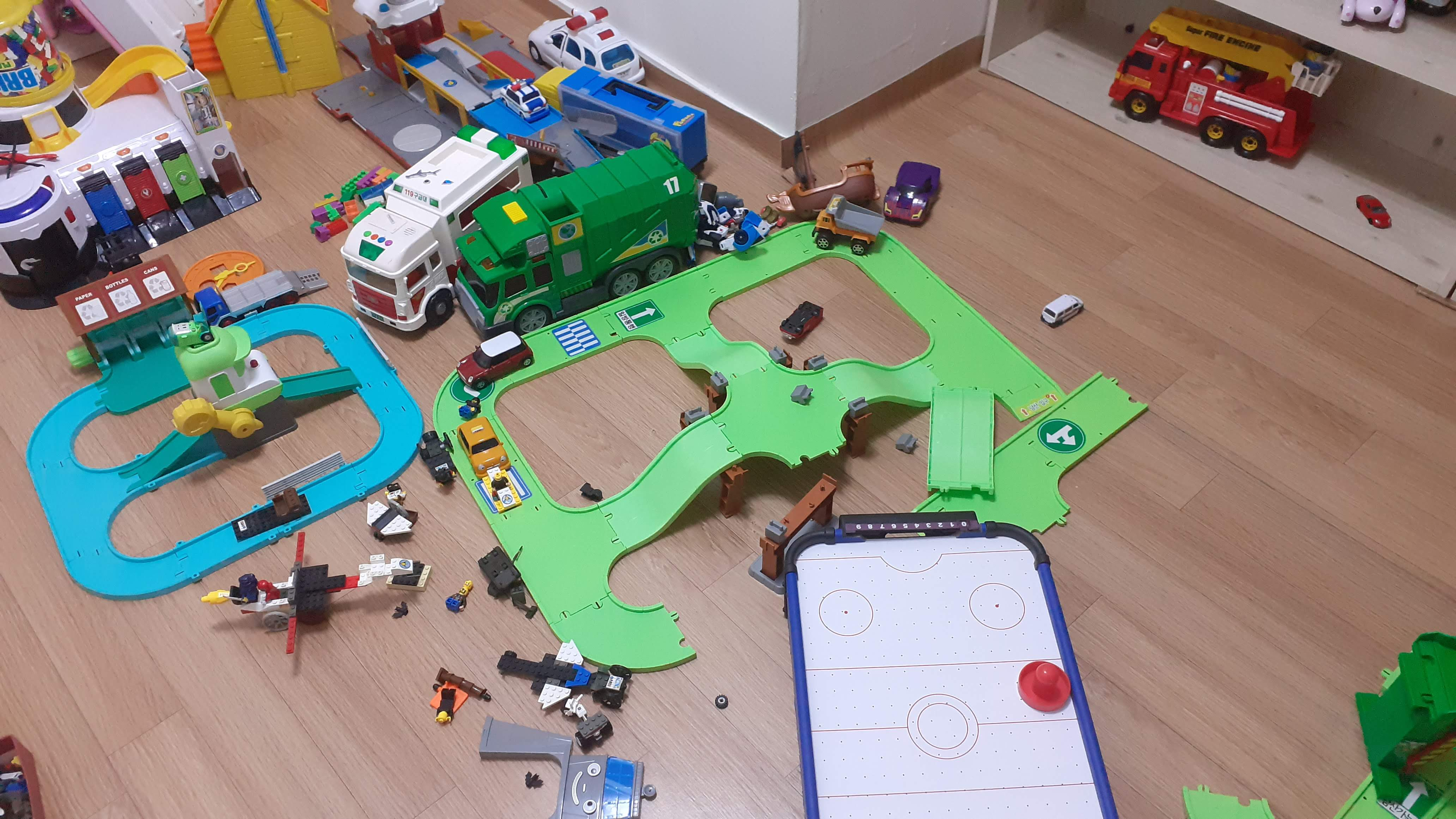
놀이치료 연출사진

## 종류
정신분석적 놀이치료
융학파 놀이치료
아동중심 놀이치료
인지행동 놀이치료
부모놀이치료
치료놀이
환경체계 놀이치료
처방적 놀이치료
모래놀이치료
보드게임을 활용한 놀이치료
연극을 활용한 놀이치료
놀이치료와 표현예술
플로어타임

## 자격증
놀이치료 관련 국가자격증은 없으나 발달재활서비스 제공인력 인증제도가 있다. 민간자격으로는 한국놀이치료학회 놀이심리상담사, 한국놀이치료협회 놀이심리상담사, 한국영유아정신건강학회 보관됨 2018-09-03 - 웨이백 머신 놀이심리상담사, 한국아동심리재활학회 보관됨 2019-08-07 - 웨이백 머신 놀이심리상담사, 한국임상모래놀이치료학회 보관됨 2019-08-07 - 웨이백 머신 아동심리놀이상담사가 있다.

## 같이 보기
- 예술 치료
- 연극치료
- 음악 치료
- 프뢰벨 은물
- 몬테소리 교육법
- 발도르프 교육